# Robbie Stockdale
Robbie Stockdale (Redcar, 30 novembre 1979) è un allenatore di calcio ed ex calciatore scozzese, di ruolo difensore.

## Carriera

### Giocatore

#### Club
Ha giocato 74 partite nella prima divisione inglese (ed anche una partita in seconda divisione) con il Middlesbrough; ha inoltre giocato in seconda divisione anche con Sheffield Weds, West Ham Utd e Rotherham Utd.

#### Nazionale
Ha giocato una partita nella nazionale inglese Under-21.
In seguito ha scelto di rappresentare la Scozia, con la cui nazionale maggiore ha giocato 5 partite.

### Allenatore
Ha allenato in tre diversi periodi come allenatore ad interim il Sunderland. In seguito ha allenato anche il Rochdale, nella quarta divisione inglese.